# Чибилёв, Александр Александрович
Алекса́ндр Алекса́ндрович Чибилёв (род. 26 марта 1949, Яшкино (Оренбургская область)) — российский географ, специалист в области ландшафтной экологии и заповедного дела, доктор географических наук (1992), профессор, академик РАН (2016). Научный руководитель Института степи Уральского отделения РАН (с 2018), вице-президент Русского географического общества. Заслуженный географ Российской Федерации (2020).
Организатор и директор Института степи УрО РАН (1996—2018), впоследствии его научный руководитель. Автор научно-методического издания «Зелёная книга» (единый и полный кадастр природных объектов региона или страны). Член экспертного совета национальной премии «Хрустальный компас».

## Биография
Родился 26 марта 1949 года в селе Яшкино (Оренбургская область).
Окончил географический факультет Воронежского государственного университета в 1971 году.
Занимается научно-организационной деятельностью на Урале с 1973 года после службы в армии. Кандидатскую диссертацию посвятил теме: «Ландшафты Общего Сырта и вопросы их мелиорации» (1978).
С 1974 проводил ежегодные экспедиционные исследования на территории Южного Урала и Казахстана, которые легли в основу и его докторской диссертации. В 1992 году в СПбГУ защитил докторскую диссертацию по теме «Ландшафтно-экологические основы рационализации природопользования в степной зоне (на примере Южного Урала в сопредельных территорий)» на основе совокупности научных работ, обобщённых в монографии «Экологическая оптимизация степных ландшафтов».
Организовал и возглавил научно-исследовательскую лабораторию мелиорации ландшафтов, преобразованную в академическую лабораторию (1987) Института экологии растений и животных УрО РАН, ставшей в 1990 году Отделом степного природопользования, который в 1996 был преобразован в Институт степи — единственное на Урале академическое учреждение географического профиля, является научным центром по изучению степей федерального значения.
В 1996 году стал организатором и был избран директором Института степи Уральского отделения Российской академии наук. Институт находится в городе Оренбург.
В 1997 году избран членом-корреспондентом РАН. С 2002 года — вице-президент Русского географического общества, председатель Оренбургского регионального отделения Русского географического общества.
С 2010 года — председатель Постоянной Природоохранной комиссии Русского географического общества. Он же был инициатором воссоздания комиссии.
В 2016 году избран академиком РАН по специальности «География».
С 2018 года — научный руководитель Института степи УрО РАН.
В 2019 году за выдающийся вклад в изучение и практическую охрану объектов природного наследия России удостоен Золотой медали Русского географического общества имени И. П. Бородина. Медаль вручили председатель Попечительского совета РГО, президент РФ В. В. Путин и президент РГО С. К. Шойгу.
В 2020 году присвоено звание заслуженного географа Российской Федерации.
Член редакционной коллегии ряда журналов РАН («Аридные экосистемы», «География и природные ресурсы», «Известия Русского географического общества», «Поволжский экологический журнал», «Урал: география, экология, экономика»). Член Совета по географическим проблемам Международной ассоциации академии наук, член национального комитета географии. Главный редактор журналов «Вопросы степеведения», «Известия Оренбургского отделения РГО». Член экспертного совета национальной премии «Хрустальный компас».
В 2024 году награждён Почётной грамотой Президента Российской Федерации.

## Научная работа
Один из основоположников ландшафтной степеведческой школы, автор более 600 научных публикаций, в том числе 14 книг, более 40 монографий, а также учебных пособий по географии и степеведению. Им впервые обосновано и теоретически развито научное направление ландшафтно-экологических исследований в области степного природопользования. Им выявлено и описано более 2000 памятников природного наследия на Южном Урале и Западном Казахстане.
Инициатор и организатор первого в России степного заповедника Оренбургский кластерного типа, крупных экспедиционных ландшафтных и биогеографических исследований на Южном Урале, в Северном и Западном Казахстане, бассейне реки Урал. Начиная с 1997 года (один раз в три года) под его руководством проводятся международные симпозиумы «Степи Северной Евразии», которые направлены на объединения усилий учёных по восстановлению и сохранению природного и историко-культурного наследия в степях Евразии. В 1996 году награждён Русским географическим обществом золотой медалью имени Петра Петровича Семёнова-Тян-Шанского.
Внёс вклад в развитие представлений о предельных экологических параметрах и других эколого-географических ограничениях. На их основе им предложены принципиально новые подходы к обоснованию создания новых форм ООПТ, трансформации малопродуктивных угодий и к оценке ландшафтов для различных целей использования. Им успешно разрабатываются научные основы стратегии сохранения биологического и ландшафтного разнообразия в степной зоне Евразии.
Под руководством А. А. Чибилёва подготовлено более 30 докторов и кандидатов наук.

## Основные работы
- Зелёная книга степного края. — Челябинск: Юж.-Урал. кн. изд-во, 1983. — 156 с.: ил.
- Река Урал: Историко-географические и экологические очерки о бассейне р. Урал. — Л.: Гидрометеоиздат, 1987. — 168 с.: ил. — (Реки и озера нашей Родины).
- Зелёная книга степного края. — 2-е изд., перераб. и доп. — Челябинск: Юж.-Урал. кн. изд-во, 1987. — 208 с.: 32 л. ил. — (Природа и мы).
- Дорога к Каспию. — Алма-Ата: Кайнар, 1988. — 240 с.: ил.
- Лик степи: Эколого-географические очерки о степной зоне СССР. — Л.: Гидрометеоиздат, 1990. — 192 с. — ISBN 5-286-00104-1.
- Экологическая оптимизация степных ландшафтов. — Свердловск: УрО АН СССР, 1992. — 172 с.
- В глубь степей: Очерки об естествоиспытателях Оренбургского края. — Екатеринбург: УИФ «Наука», 1993. — 120 с.: ил.
- Млекопитающие Оренбургской области и их охрана: Материалы для Красной книги Оренбургской области (Соавт. С. В. Симак, Е. Н. Юдичев. — Екатеринбург: УИФ «Наука», 1993. — 62 с.
- Редкие виды рыб Оренбургской области и их охрана: Материалы для Красной книги Оренбургской обл. — Екатеринбург: УИФ «Наука», 1993. — 32 с.
- Земноводные и пресмыкающиеся Оренбургской области и их охрана: Материалы для Красной книги Оренбургской области. — Екатеринбург: УИФ «Наука», 1995. — 44 с.: ил.
- Природа Оренбургской области. Ч.1.: Физико-географический и историко-географический очерк. — Оренбург, 1995. — 128 с.: ил.
- Птицы Оренбургской области и их охрана: Материалы для Красной книги Оренбургской обл. — Екатеринбург: УИФ «Наука», 1995. — 62 с.
- Зелёная книга Оренбургской области: Кадастр объектов Оренбургского природного наследия. — Оренбург: Печатный Дом «ДиМур», 1996. — 257 с.: ил.
- Природное наследие Оренбургской области. — Оренбург: Книжное изд-во, 1996. — 384 с.: ил.
- Степи заповедные. — Оренбург, 1997. — 16 с.
- Степи Северной Евразии. — Екатеринбург: УрО РАН, 1998. — 192 с.
- Введение в геоэкологию: (эколого-географические аспекты природопользования). — Екатеринбург: УрО РАН, 1998. — 124 с.
- Основы степеведения. — Оренбург: Печатный Дом «ДиМур», 1998. — 126 с.
- Природа знает лучше. — Екатеринбург: УрО РАН, 1999. — 276 с.
- Геологические памятники природы Оренбургской области (Соавт. Г. Д. Мусихин, В. М. Павлейчик, В. П. Петрищев, Ж. Т. Сивохип). — Оренбург: Книжное изд-во, 2000. — 400 с.
- Энциклопедия «Оренбуржье». — Т. 1. Природа. — Калуга: Золотая аллея, 2000. — 192 с.
- Красная книга почв Оренбургской области (Соавт. А. И. Климентьев, Е. В. Блохин, И. В. Грошев). — Екатеринбург: УрО РАН, 2001. — 295 с.
- География Оренбургской области: Учебник для 8—9 классов общеобразовательной школы (Соавт. Р. Ш. Ахметов, Т. И. Герасименко, В. П. Петрищев, Е. А. Семёнов). — М.: МГУ, 2002. — 192 с.
- The physical geography of Northern Eurasia / Edited by M. Shahgedanova. — Oxford: University press, 2002. — 571 p.
- Атлас природного наследия Оренбургской области. — Оренбург: Ин-т степи УрО РАН, ИПК «Газпромпечать» ООО «Газпромсервис», 2003. — 60 с.
- Карагай-Губерлинское ущелье / Ин-т степи УрО РАН. — Оренбург: ИПК «Газпромпечать» ООО «Оренбурггазпромсервис», 2003. — 16 с.
- Очерки по истории степеведения (Соавт. О. А. Грошева). — Екатеринбург: УрО РАН, 2003. — 147 с.
- Степь без границ / УрО РАН. — Екатеринбург—Оренбург: ИПК «Газпромпечать» ООО «Оренбурггазпромсервис», 2003. — 208 с.
- Бузулукский район: Краеведческий атлас / Ин-т степи УрО РАН, Оренб. отд-ние Рус. геогр. о-ва. — Оренбург: ИПК «Газпромпечать» ООО «Оренбурггазпромсервис», 2005. — 36 с.
- Чибилёв А. А. Геоэкологические проблемы степного региона. 2005.
- Атлас природного наследия Оренбургской области. — Оренбург : Ин-т степи УрО РАН; ИПК «Газпромпечать» ООО «Оренбурггазпромсервис», 2006. — 60 с.
- Рекреационно-туристические ресурсы Оренбургской области. — Оренбург: ИПК «Газпромпечать» ООО «Оренбурггазпромсервис», 2007. — 60 с.
- Оренбуржье — край благословенный / Ин-т степи УрО РАН, Оренб. отд-ние Рус. геогр. о-ва. — Оренбург: Оренб. кн. изд-во, 2008. — 256 с.
- Бассейн Урала: история, география, экология / отв. ред.: Ж. Т. Сивохип, О. А. Грошева; Институт степи УрО РАН. — Екатеринбург: УрО РАН, 2008. — 312 с. — ISBN 978-5-7691-1960-6.
- Урал: природное разнообразие и евро-азиатская граница. — Екатеринбург: УрО РАН, 2011. — 160 с.; 132 с. вкл.
- Природное наследие Урала: атлас-альбом / Рус. геогр. о-во; Ин-т степи УрО РАН. — СПб.; Оренбург; М.: ООО «СОЮЗ-РЕКЛАМА», 2012. — 92 с.
- Чибилёв А. А., Тишков А. А. История заповедной системы России. — М.: РГО: Постоянная Природоохранительная комиссия, 2018. — 218 с. — 1000 экз. — ISBN 978-5-604-1476-8-9.